# محول التيار

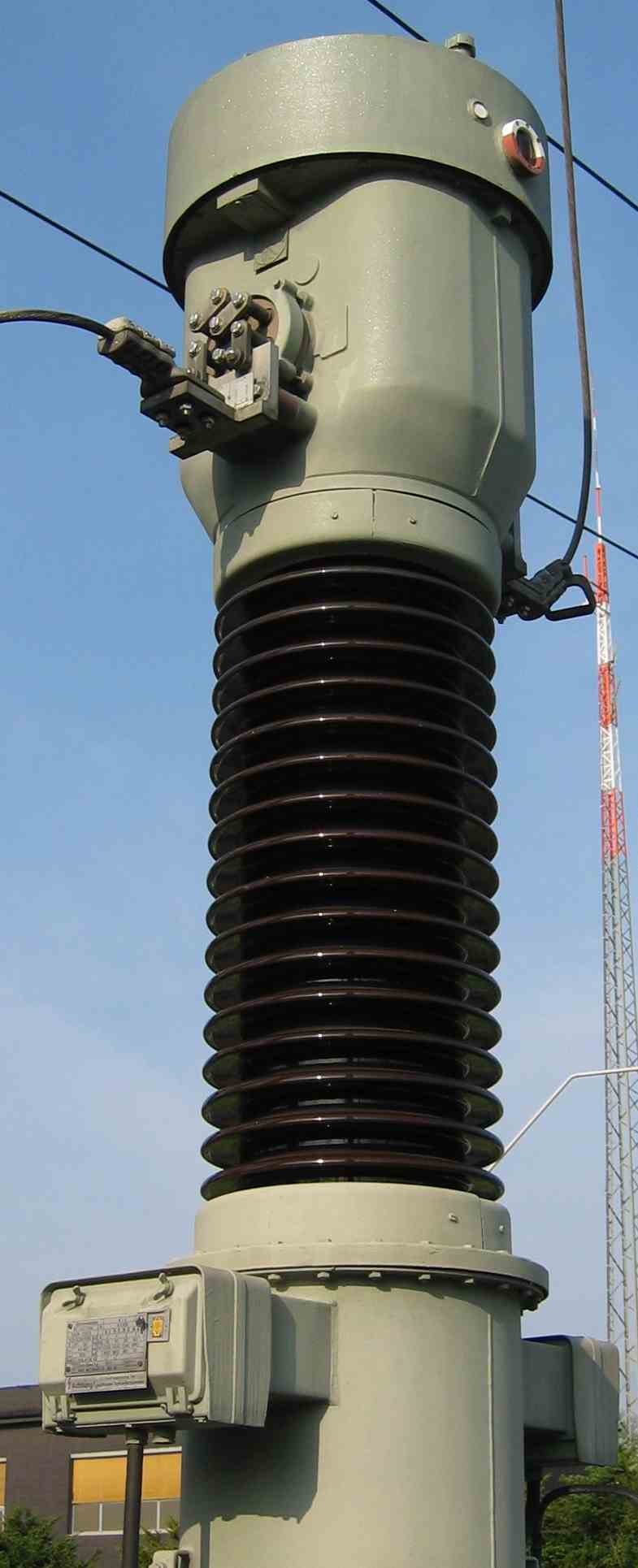
محول تيار يعمل على خط 110 كيلوفولت

محول التيار هو جهاز يستخدم لقياس شدة التيار المتردد. وهناك أكثر من طريقة لتصميم المحول و يستخدم كأحد المحولات التي تغذي أجهزة القياس و العدادات الكهربائية (عداد كهرباء) أو أجهزة الوقاية الكهربائية.
يتكون محول التيار المتناوب من جانبين ابتدائي  و ثانوي:

الجانب الابتدائي: يتكون من عدد قليل من الحلقات يمر به التيار المتردد المرتفع القيمة. 

الجانب الثانوي: يحتوي بالعادة على عدد كبير من اللفات (الحلقات) حول قالب الحديد.
التيار الناتج في الجانب الثانوي يكون أقل من التيار في الجانب الابتدائي حسب نسبة عدد اللفات في القسمين وحسب قيمة التيار الرئيسي وهو بالعادة أقل بكثير من الرئيسي حتى يتمكن من قياسه. التيار الفرعي يكون له انزياح زاوي عن الرئيسي أيضا.
:{\displaystyle {\frac {n1}{n2}}\,} Is=Ip
حيث
Ip هو تيار الابتدائي . 

Is هو تيار الثانوي .

## محولات التيار

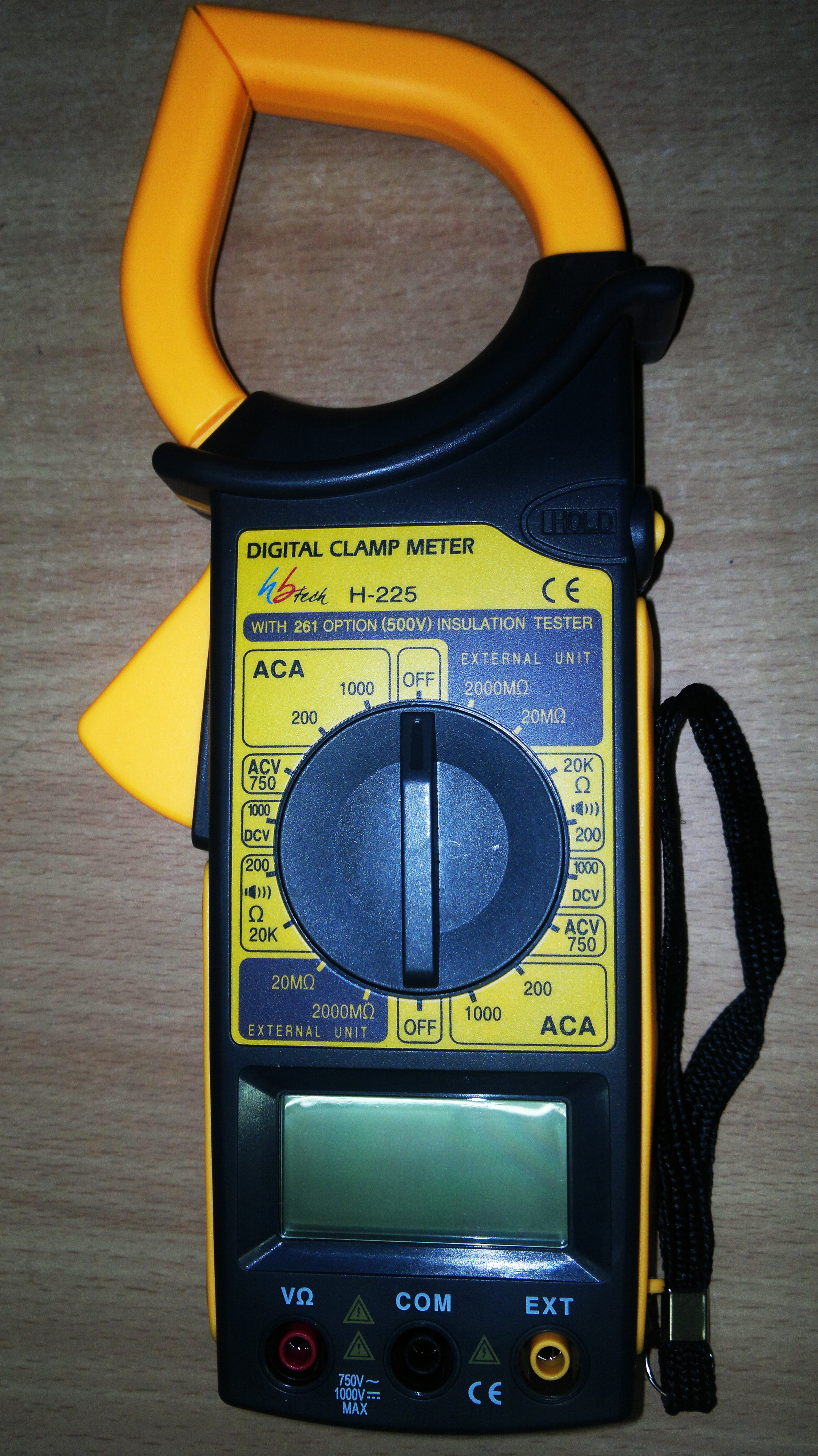
محول تيار رقمي

وظيفة محول التيار أن يغذي جهاز القياس أو الوقاية بتيار صغير تتناسب قيمته مع التيار الأصلي المار في الدائرة، ويفضل دائما أن تكون قيمة تيار الجانب الثانوي في حدود أقل من 5 أمبير في الأحوال الطبيعية، ويتم ذلك باختيار نسبة تحويل معينة تعرف ب (turns ratio). ولها قيم قياسية أشهرها على سبيل المثال (5 : 100)، ( 5 : 200 )، ( 5 : 300 ). حتي تصل إلى أقصى قيمة عمليا وهي (1 : 3000).
وأحد أهم الفروق الذي تميز محول التيار عن محولات القوى أو محولات الجهد أن الملف الابتدائي له يدخل على التوالي في الدائرة المراد قياس تيارها.

### توصيل محولات التيار مع أجهزة الوقاية
في بعض الأحيان، يتم توصيل الملف الثانوي مباشرة إلى الريلاي ( Relay ) , بمعنى استخدام التيار الثانوي مباشرة ليمر في ملف جهاز الوقاية. وفي أحيان أخرى يتم توصيل مقاومة صغيرة جدا بين طرفي الملف الثانوي (تصل إلى جزء من عشرة من الأوم) وينشأ عليها جهد يتناسب مع قيمة التيار المار في الملف الثانوي لمحول التيار (CT).
وهذا الأسلوب يستخدم غالبا مع أجهزة الوقاية الرقمية والتي تحتاج إلى تحويل التيار إلى جهد تمهيدا لتحويله إلى أرقام رقمية (Digital numbers) بواسطة محول (A / D converter ).

### مكان تركيب محول التيار
وبالنسبة لمكان توصيل محول التيار في الشبكة ففي الغالب بالنسبة للخطوط على سبيل المثال :
- يتم توصيل محول التيار الخاص بوقاية الخطوط بين قضيب التوصيل وبين قاطع الدائرة .
- يتم توصيل محول التيار الخاص بوقاية قضيب التوصيل بعد قاطع الدائرة .

وهذا الترتيب يؤمن أعلى درجة من درجات الحماية، وضمان عدم وجود أي نقطة غير محمية في هذه المنطقة .

## الاستخدام

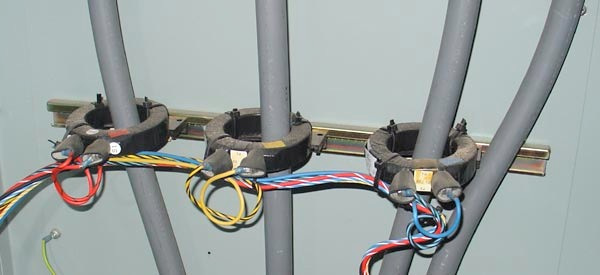
محول تيار يستخدم كجهاز قياس لمصدر تيار ثلاثي الأوجه 400 أمبير

يستخدم محول التيار في التطبيقات التالية:
- أجهزة الوقاية.
- أجهزة القياس والتحكم.

ومن المهم التأكد على أن محولات التيار المستخدمة مع أجهزة الوقاية تتميز بقدرتها على العمل بدقة في مدى واسع للتيار، لأن تيارات الأعطال متغيرة القيمة بشكل واسع. 

على عكس محولات التيار المستخدمة في أجهزة القياس حيث يكون لها مدى محدود للدقة المطلوبة.

## النظرية الأساسية لمحول التيار

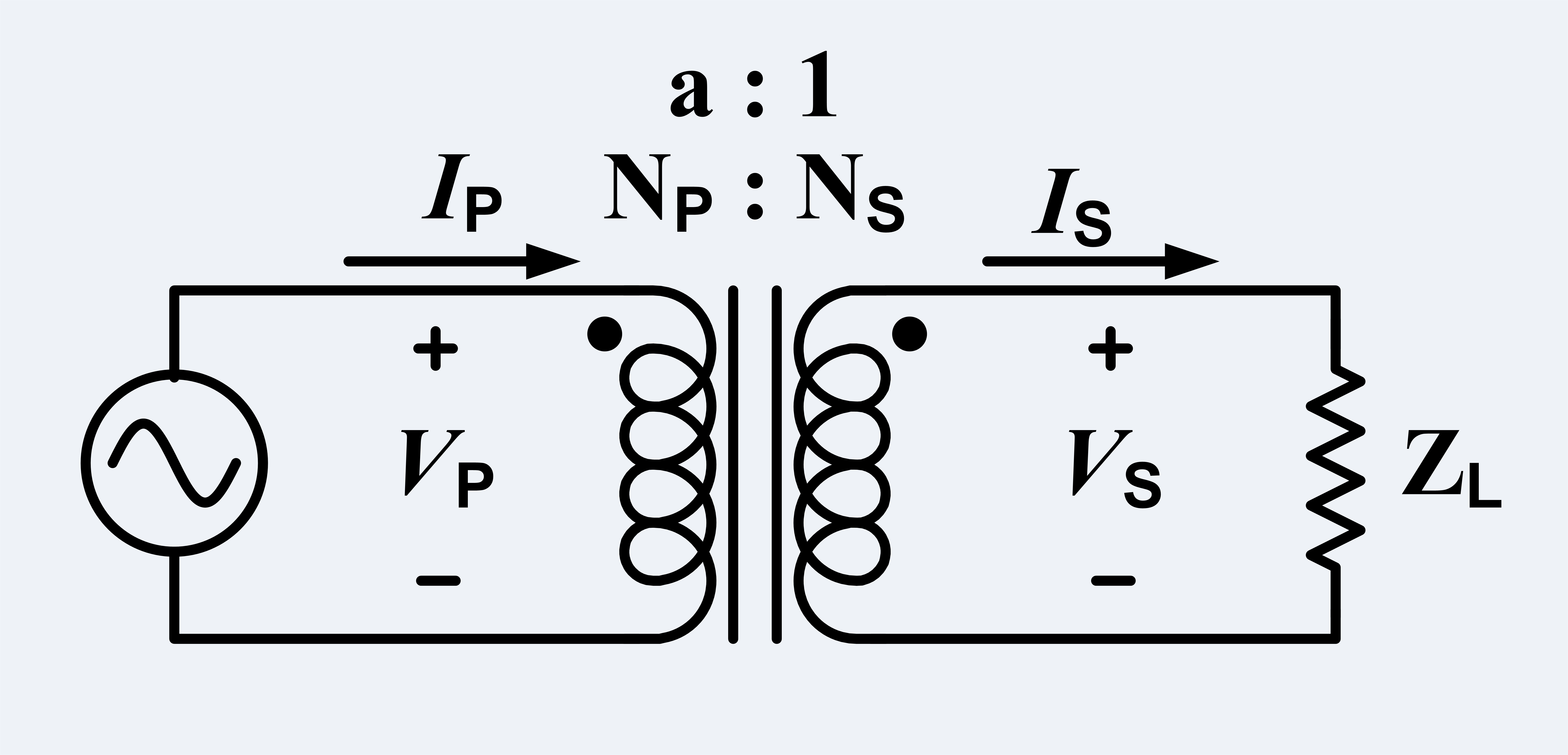
محول متصل بمصدر V_{P} على الجانب الابتدائي عليه حمل Z_{L} في الجانب الثانوي حيث 0 <Z_{L} <∞.

النظرية العلمية لعمل محول التيار

مخطط لمحول التيار

يتم توصيل طرفي الملف الابتدائي في محولات التيار على التوالي داخل الدائرة المراد قياس تيارها، في حين يوصل جهاز الوقاية / القياس بين طرفي الملف الثانوي ومحول التيار.
ومن المعروف أن تيار الثانوي يتناسب مع تيار الابتدائي طبقا للنظرية العامة للمحولات، بمعنى أن:
{\displaystyle n={\frac {V_{\text{P}}}{V_{\text{S}}}}={\frac {-N_{\text{P}}}{-N_{\text{S}}}}}
{\displaystyle {\frac {V_{\text{P}}}{V_{\text{S}}}}={\frac {I_{\text{S}}}{I_{\text{P}}}}={\frac {N_{\text{P}}}{N_{\text{S}}}}={\sqrt {\frac {L_{\text{P}}}{L_{\text{S}}}}}=n} .
حيث
Vp هو جهد الابتدائي
Vs هو جهد الثانوي
Ip هو تيار الابتدائي
Is هو تيار الثانوي
n هي النسبة بين عدد لفات الملف الثانوي إلى عدد لفات الملف الابتدائي، وهي تسمي ب ( turns ratio ).
وعند توصيل محول تيار إلى جهاز ما للوقاية أو للقياس له معاوقة Z , فإن التيار المار بالابتدائي سوف ينشأ فيضا مغناطيسيا ينتج عنه ظهور جهد EMF بين طرفي الثانوي يرمز له بالرمز Es , وهو الذي يتسبب في مرور تيار Is. وبالتالي يظهر على طرفي جهاز الحماية أو القياس جهد قدره Vo يساوي
{\displaystyle Z'_{\text{L}}={\frac {V_{\text{P}}}{I_{\text{P}}}}={\frac {aV_{\text{S}}}{I_{\text{S}}/a}}=a^{2}{\frac {V_{\text{S}}}{I_{\text{S}}}}=a^{2}{Z_{\text{L}}}} .
وهذا الجهد الناشئ بين طرفي الملف الثانوي يتناسب طرديا مع معدل تغير الفيض , بمعنى أن :
{\displaystyle V_{\text{S}}=-N_{\text{S}}{\frac {\mathrm {d} \Phi }{\mathrm {d} t}}}
{\displaystyle V_{\text{P}}=-N_{\text{P}}{\frac {\mathrm {d} \Phi }{\mathrm {d} t}}}
ومن المعروف أن الفيض اللازم لينشأ Es يساوي :
{\displaystyle E_{\text{rms}}={\frac {2\pi fNaB_{\text{peak}}}{\sqrt {2}}}\approx 4.44fNaB_{\text{peak}}}
حيث:
B هي كثافة الفيض في القلب الحديدي.
A هي مساحة مقطع القلب الحديدي.

## منحنى المغناطيسية

منحنيات المغناطيسي لتسعة مواد ذات مغناطيسية حديدية تبين الوصول إلى التشبع : 1.صفيحة من الحديد, 2.حديد سيليكوني, 3.حديد مصبوب, 4.سبيكة حديد و تنجستن, 5.حديد مغناطيس, 6.حديد مصبوب, 7.النيكل, 8.الكوبلت, 9. ماغنتيت خام.

من المعروف أن لكل محول تيار منحنى مغناطيسي خاص به يوضح العلاقة بين فرق الجهد الذي ينشأ في الملف الثانوي والتيار المسبب للفيض , وهو التيار المعروف ب Ie . وهذا التيار يمثل جزء صغير من التيار المتولد في الجانب الثانوي، وهو يسحب داخل المعاوقة الداخلية لمحول التيار Ze التي تظهر ضمن الدائرة المكافئة لمحول التيار. ودائما ما يسحب جهاز الوقاية / القياس المركب بين طرفي الثانوي الجزء الأكبر من تيار الثانوي.
ويوجد على منحنى المغناطيسية نقطة هامة تسمى نقطة الانقلاب ( knee point ) . وتعرف هذه النقطة طبقا لل IEC بأنها النقطة التي تتسبب في زيادة قدرها 10 % في قيمة الجهد Es نتيجة ارتفاع قيمة التيار Ie بمقدار 50 % . 

وبمعني آخر، هي النقطة التي يبدأ بعدها محول التيار في دخول مرحلة التشبع، وأغلب محولات التيار يجب أن تعمل في المنطقة الخطية قبل هذه النقطة حتى لا يحدث تشبع للمحول.

## مشكلة التشبع
من المعروف أن التيار الكهربي المتردد مصاحب دائما بفيض مغناطيسي متردد يتناسب طرديا معه، وبالتالي كلما زاد التيار زاد الفيض . ومشكلة التشبع تحدث مع الزيادة الكبيرة في قيمة التيار ( أي عند حدوث عطل ) , حيث يتسبب ذلك في نشوء فيض عالي جدا لا يستطيع القلب الحديدي تحمله فيحدث له ما يسمى بالتشبع.
والقلب الحديدي في هذه الحالة يشبه طريق كبير يمر فيه عدد من السيارات , لكن الطريق له قدرة إستيعابية محددة فإذا زاد عدد السيارات به فإن المرور حتما سيتوقف ونقول بأن الطريق قد حدث له تشبع، وهذا تماما ما يحدث في القلب الحديدي حيث يتسبب التشبع في توقف زيادة الفيض العالي، وبالتالي تثبت قيمة الفيض على قيمة معينة ثابتة ( حد التشبع ) بمعنى أن «معدل التغير» في الفيض قد أصبح صغيرا، وبالتالي لا ينشأ أي تيار في الملف الثانوي ( يصل تقريبا إلى الصفر ) .
ويعتبر النقص التدريجي في مركبة التيار المستمر ( DC component ) هي أحد العوامل الأساسية في تشوه قيمة التيار الثانوي مقارنة بالتيار الابتدائي وتتوقف قيمتها عى لحظة القفل وعلى قيمة المقاومة R والمعاوقة X الموجودة في الدائرة . 

بينما تتوقف مدة بقائها على قيمة المقاومة R والمعاوقة X فقط .

## مشكلة فتح دائرة الثانوي
عند توصيل مصدر كهربي على الجانب الابتدائي فإنه ينشأ قوة دافعة مغناطيسية mmf , تقوم بدفع الفيض في القلب الحديدي، ثم يقطع هذا الفيض ملفات الثانوي فينشأ فيه تيار ثانوي، ثم يقوم التيار الثانوي بتوليد mmf جديدة ومعاكسة لتلك الموجودة في الابتدائي .
وفي حالة فتح دائرة الثانوي في محول التيار، فلن تنشأ أي mmf مضادة لتلك المتولدة في الابتدائي، وبالتالي تكون كل mmf في الابتدائي مركزة على القلب فقط، ويظهر جهد عالي على أطراف المحول بسبب مرور كل تيار الابتدائي المعاوقة الموازية Ze . وهذا الجهد العالي يمثل خطورة ليس فقط على المحول وإنما على الأشخاص المتعاملين مع هذه المحولات في حالة صيانتها كمثال .
ولذا فإنه من الضروري أن يتم نزع جهاز الوقاية من الجانب الثانوي لمحول التيار لأي سبب من الأسباب، ويلزم أن يستبدل الجهاز بدائرة قصر short circuit على أطراف الثانوي للمحول . وبالتالي يظل هناك تيار في الثانوي وتظل هناك mmf معاوقة لتلك الموجودة في الابتدائي، فلا يرتفع الجهد على أطراف محول التيار .

## تأثير الحمل
يتم تعريف الحمل على أنه قيمة load الموجودة في دائرة الجانب الثانوي للمحول ( هذا التعريف يصلح لمحولات الجهد ومحولات التيار معا ) . وأحيانا ( خاصة مع محولات التيار ) يشار إليه على أنه قيمة الحمل أو المعاوقة الموجودة في دائرة الملف الثانوي للمحول .
وفي الغالب يعرف الحمل لمحول التيار بالفولت أمبير وليس بالأوم , ولكن بالطبع هما متكافئان ويمكن إستنتاج أحدهما بدلالة الآخر . فعلى سبيل المثال :
محول التيار الذي يتحمل حمل قدرة 12.5 فولت أمبير وتياره الطبيعي في الثانوي يساوي 5 أمبير , يمكنه في الواقع تحمل توصيل حمل قدره 0.5 أوم . بقسمة القدرة على مربع التيار .
وبصفة عامة فإن الحمل من النقاط الهامة التي يجب أن تؤخذ بعين الاعتبار عند اختيار محول التيار . وهي تشمل :
- مقاومة الأسلاك .
- مقاومة جهاز الوقاية .

وعلى ضوء قيمة هذه المعاوقة التي يراها محول التيار في دائرة الملف الثانوي له فإنه من الممكن تحديد إلى أي مدى يمكن استخدام هذا المحول في مجال القياسات العامة أو مجال الوقاية .
وكلما كان جهاز الوقاية يمثل حملا صغيرا كلما كان ذلك أفضل، لأننا لن نحتاج في هذه الحالة إلى محول ذي قدرة عالية . وهذه إحدى الميزات العديدة لأجهزة الوقاية الرقمية ( أنها تمثل حمل صغير مقارنة بأنواع أجهزة الوقاية التقليدية ) .

## توصيف محولات التيار

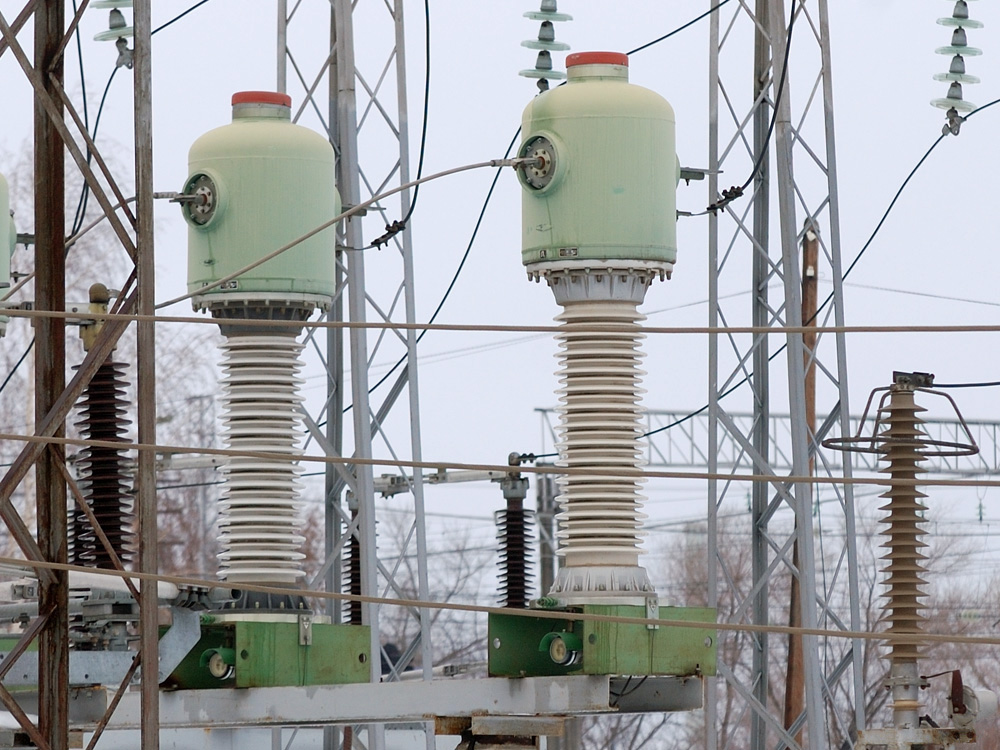
محول تيار يستخدم غاز SF_{6} في روسيا

من أهم الكميات التي يجب توصيفها بدقة مع محول التيار:
- الحمل ويعرف بالفولت أمبير ( VA ) والقيم التالية تعبر عن أشهر القيم المستخدمة : ( 2.5 , 5 , 7.5 , 10 , 15 , 30 ) فولت أمبير .
- أقصى تيار يتحمله وغالبا يشار إلى أقصى تيار في الجانب الابتدائي .
- أقصى تيار في مدة وجيزة وغالبا يشار إلى تيار الثانوي، وتكون المدة المحسوب عليها أقصى تيار تتراوح بين نصف ثانية وثلاث ثوان .
- تيار الثانوي المقنن وغالبا ما يكون 1 أو 2 أو 5 أمبير . وإذا زادت المسافة بين محول التيار وبين أجهزة الحماية عن 30 متر فإننا نستخدم تيارا ثانويا يساوي 1 أمبير .
- نسبة التحويل وأقصاها عمليا هي 1 : 3000 , وبالطبع هناك قيم أصغر من ذلك .
- النوع ومن أشهر الأنواع المستخدمة في الوقاية 10P , 5P بالإضافة إلى class X الذي يستخدم غالبا مع أجهزة الوقاية التفاضلية وذلك طبقا للمواصفات البريطانية BS . وكلما كانت الدقة المطلوبة عالية، كلما كان الجهاز المستخدم برقم أصغر .

لدى IEC مسميات أخرى وهي TPX , 10P , 5p , TPZ , TPY .
- معامل التشبع فهي المقياس لأقصى تيار يمر في الجانب الابتدائي دون أن تتأثر دقة القراءة في الجانب الثانوي .

وبمعنى آخر هو أقصى تيار يمر في الابتدائي قبل أن يتشبع القلب، ويتشوه تيار الثانوي .

## الاختبارات الأساسية لمحول التيار
هناك ثلاثة اختبارات أساسية  يجب إجراؤها قبل البدء في إدخال محولات التيار في الخدمة وهي:
1. اختبار القطبية.
2. اختبار قيمة نسبة التحويل.
3. اختبار منحنى المغناطيسية.

### اختبار قيمة نسبة التحويل
ويعتبر اختبار نسب التحويل هو أسهل هذه الاختبارات حيث يوصل جهد على أحد الجانبين ويقاس الجهد الناتج في الجانب الآخر بغرض التأكد من دقة التحويل وعندها نقول أن الثانوي يمثل بصدق ما يحدث في الابتدائي.

### اختبار القطبية
للتأكد من صحة القطبية قبل توصيل محول التيار يمكن إجراء اختبار فليكر ( flicker Test ) حيث يتم توصيل فولتميتر بين طرفي الثانوي لمحول التيار، بينما توصل بطارية جهد 6 فولت بين طرفي الابتدائي. فعند توصيل البطارية في الدائرة ينحرف مؤشر الفولتميتر إلى الجهة الموجبة، وعند فصل البطارية ينعكس في الاتجاه الآخر، وبذلك يتم معرفة الطرف الموجب من الطرف السالب.

### اختبار منحني المغناطيسية
ويحتاج هذا الاختبار إلى جهاز جهد متغير ( Variac ) مع أجهزة لقياس التيار والجهد . ويتم تغذية أطراف الجانب الثانوي بالجهد المتغير من الفارياك مع قياس التيار الذي ينشأ في الجانب الثانوي، علما بأن الجانب الابتدائي يظل مفتوحا بدون أي حمل أثناء الاختبار.
ويبدأ الاختبار بزيادة تدريجية للجهد حتى نصل إلى نقطة عندها تتسبب أي زيادة طفيفة في الجهد في زيادة ضخمة في التيار، وهي ما تسمى بنقطة الانقلاب . وعندها يبدأ تسجيل القراءات حيث يتم خفض قيمة الجهد تدريجيا وتسجيل قيم التيار المقابلة لكل قيمة من قيم الجهد ورسم المنحنى. مع التأكد من وصول الجهد إلى صفر في النهاية للتأكد من حدوث نزع للمغنطة الموجودة في القلب.